# Церква Пресвятої Трійці (Гумниська)
Церква Пресвятої Трійці в Гумниськах — парафія і храм греко-католицької громади Теребовлянського деканату Тернопільсько-Зборівської архієпархії Української греко-католицької церкви в селі Гумниська Тернопільського району Тернопільської области.

## Історія церкви
Парафія належала до Української Греко-Католицької Церкви до 1946 року. У 1946—1990 роках вона перебувала під юрисдикцією РПЦ. У 1990 році громада розділилася на УАПЦ (нині ПЦУ) та УГКЦ. Старий греко-католицький храм, збудований у 1867 році разом із проборством, залишився у власності ПЦУ, попри спроби греко-католиків повернути його чи домовитися про почергові богослужіння.
Греко-католицька парафія, утворена в 1990 році, вирішила збудувати власний храм. Новий храм був зведений у 2005 році. Архітектором проєкту став Михайло Нетриб'як. Будівництво фінансувалося за кошти греко-католицької громади с. Гумниська, жителів і підприємців Теребовлянського району, а також за підтримки єпископа Василія Семенюка. 30 жовтня 2005 року єпископ Василій Семенюк освятив новий храм.
При парафії діють такі спільноти: церковне братство, церковне сестринство, Марійська та Вівтарна дружини. На території парафії встановлено два хрести: один — Борцям за волю України, інший — на честь освячення нового храму та престолу.

## Парохи
- о. Семен Гаврилюк (1928—?),
- о. Василь Семенюк,
- о. Йосафат Говера,
- о. Олексій Полівчак,
- о. Іван Сивак,
- о. Ігор Сип'як (з 2002, адміністратор).